# Hilarempis vicina
Hilarempis vicina är en tvåvingeart som beskrevs av Smith 1969. Hilarempis vicina ingår i släktet Hilarempis och familjen dansflugor. Inga underarter finns listade i Catalogue of Life.